# ドルトムント-エムス運河

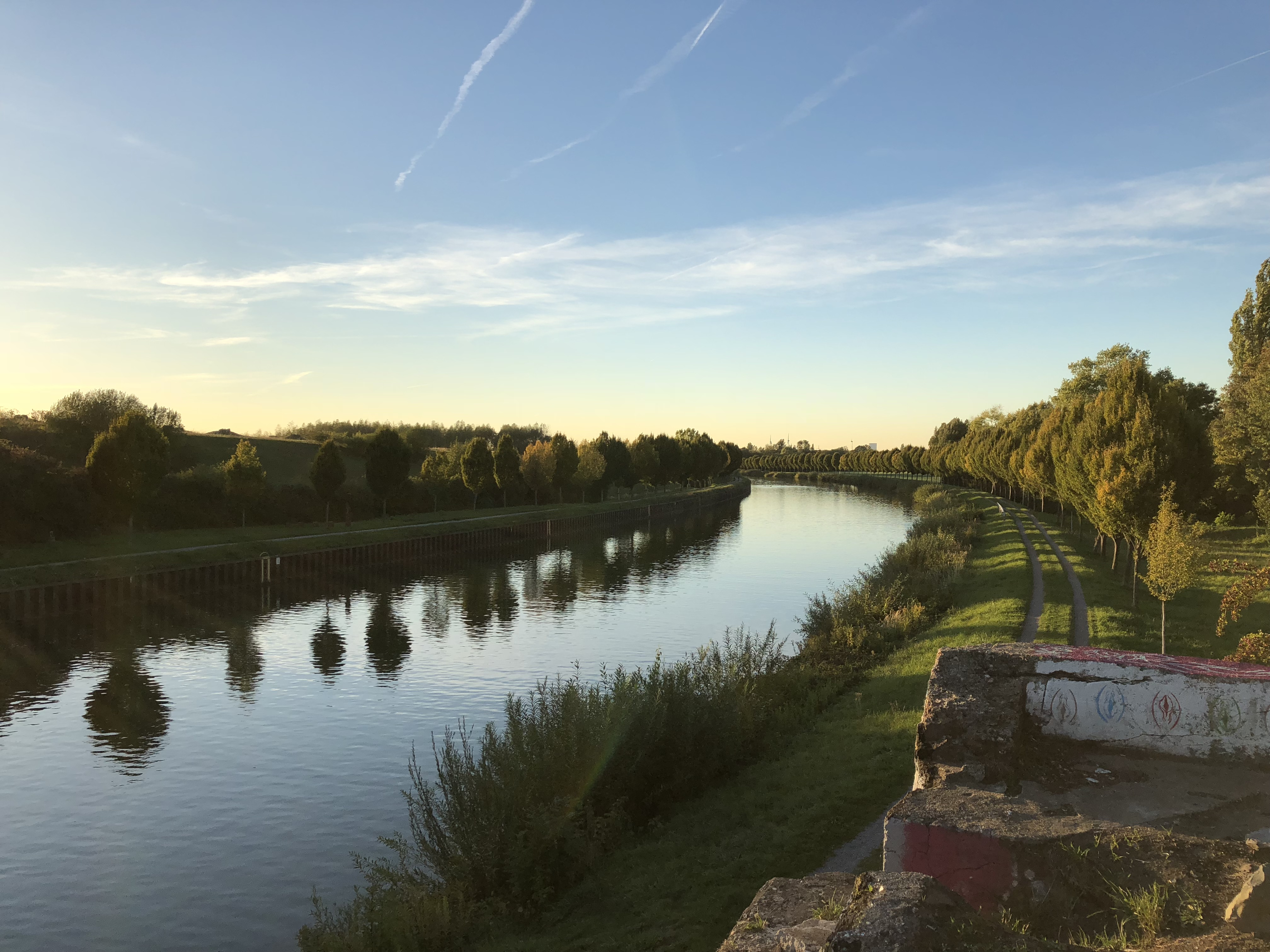
シュヴェリングハウゼンの炭鉱港

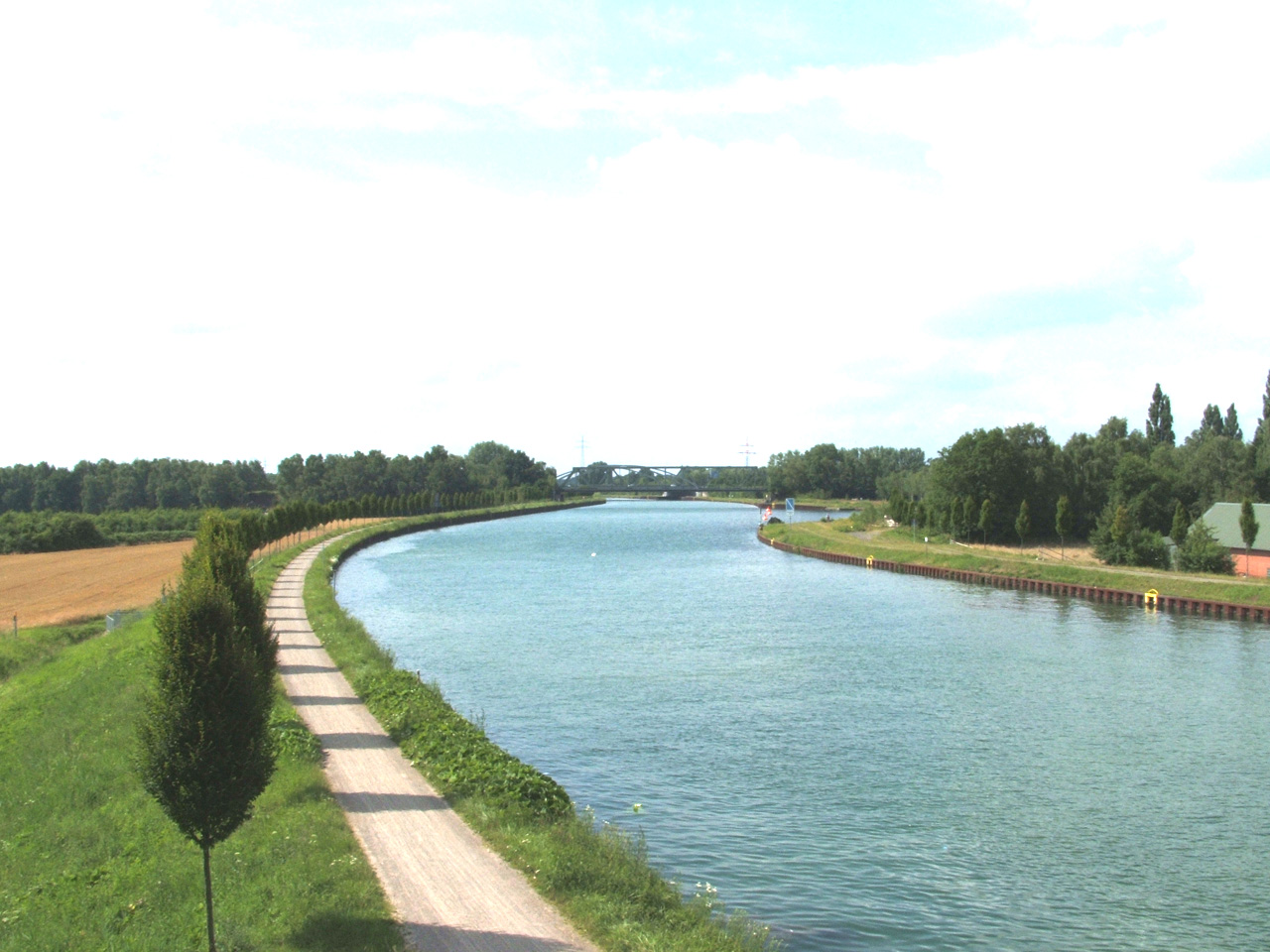
シュヴィーリングハウゼンの旧炭鉱港

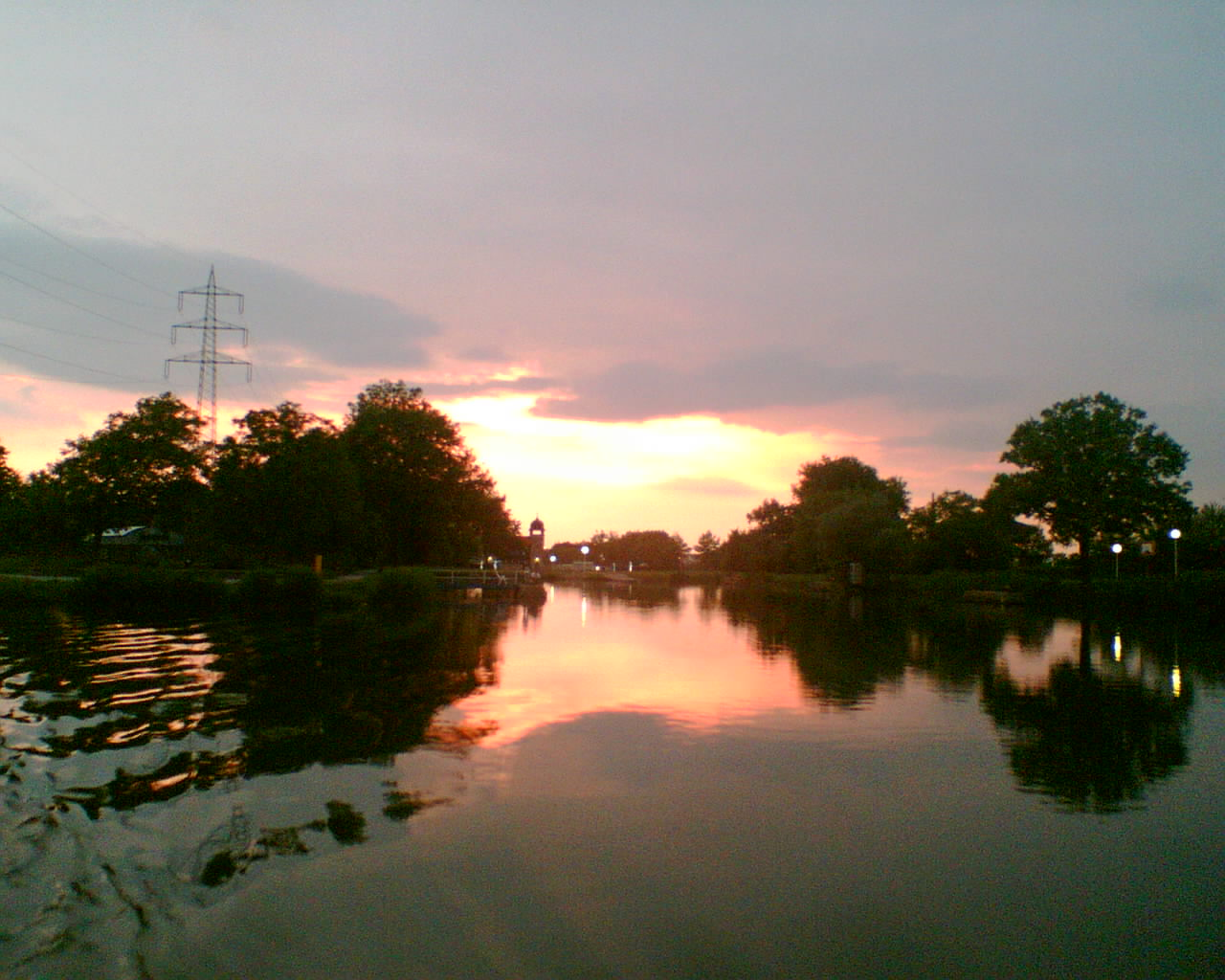
ヘーベヴェルク・ヘンリヒェンブルクにおける運河、夕方の情景

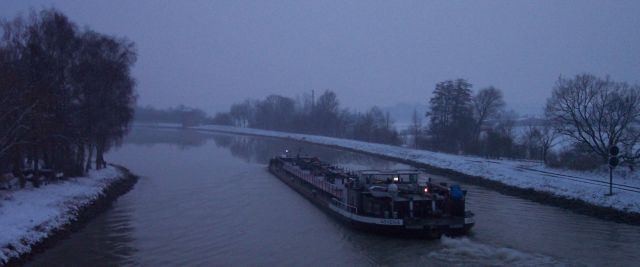
リューディングハウゼン付近のドルトムント-エムス運河

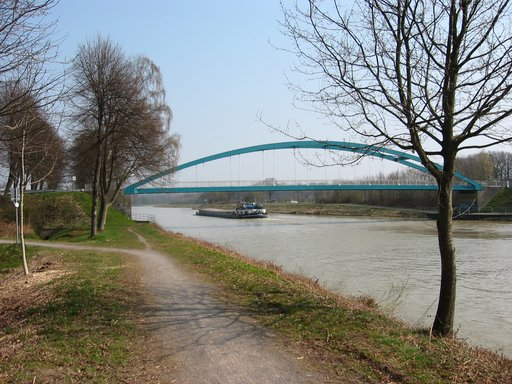
ミュンスターラント/ゼンデン付近のドルトムント-エムス運河

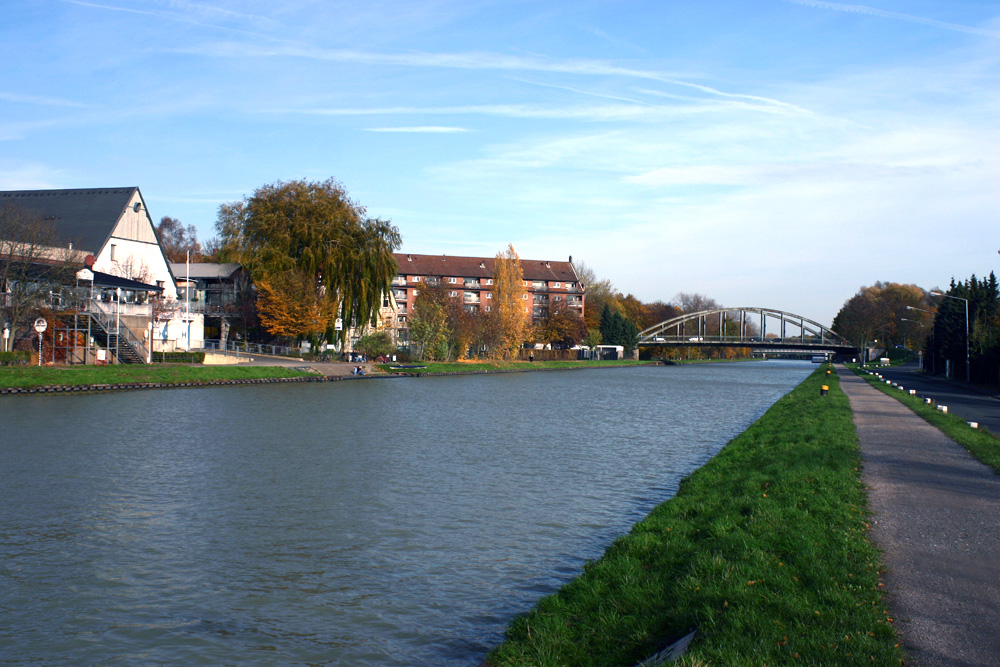
ミュンスターにおけるドルトムント-エムス運河

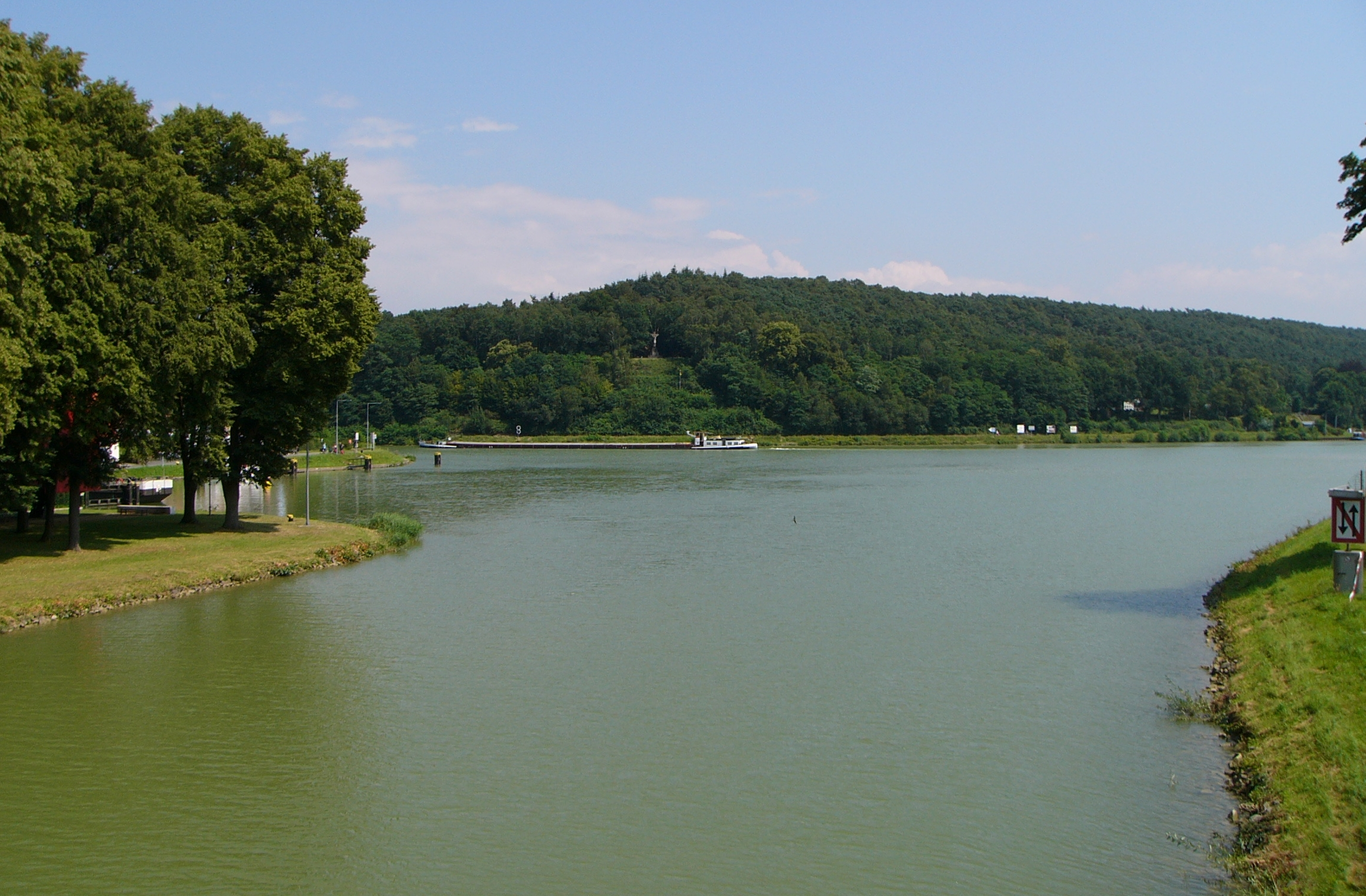
ドルトムント-エムス運河からミッテルラント運河の分岐点

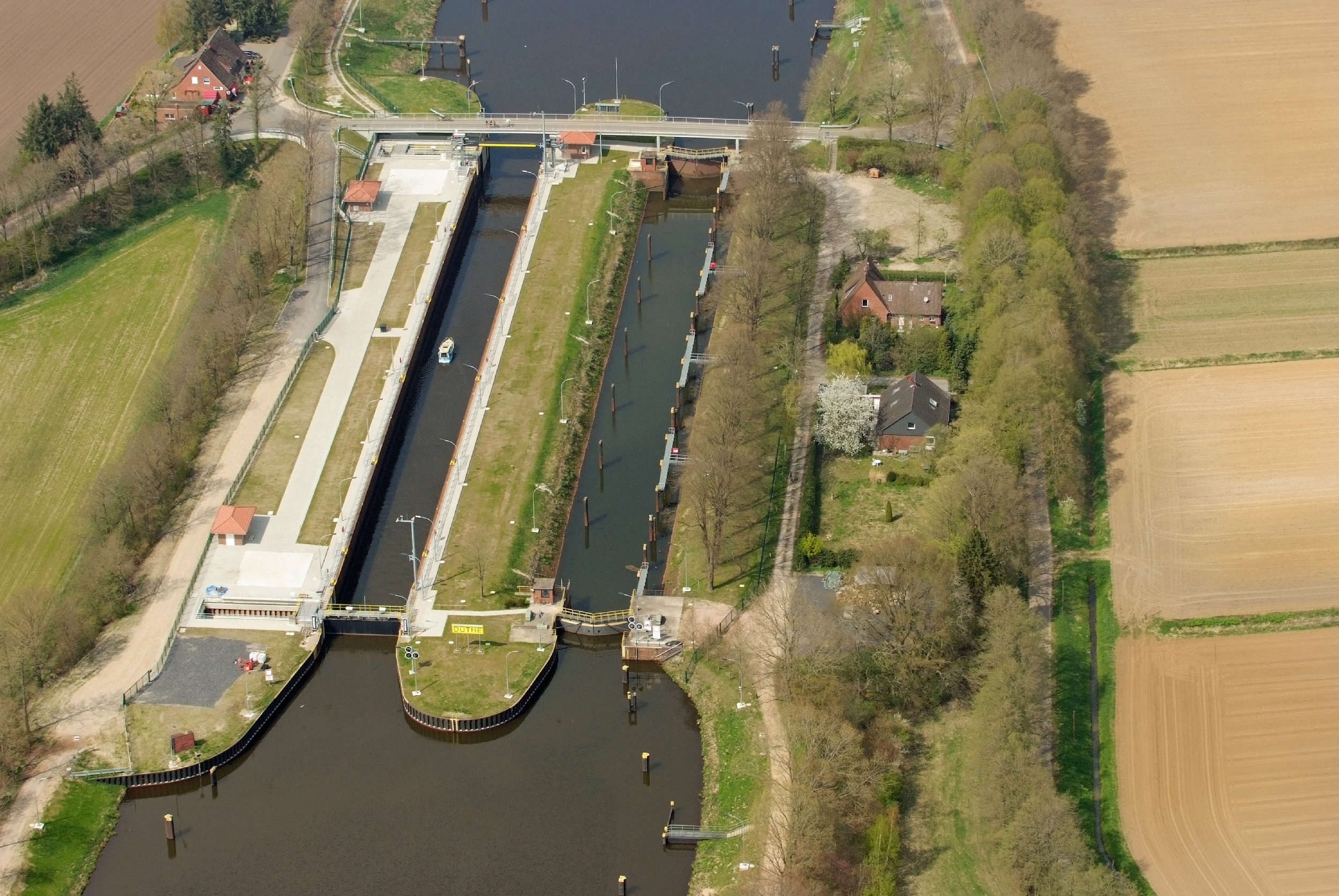
ラーテン北方のデュター閘門

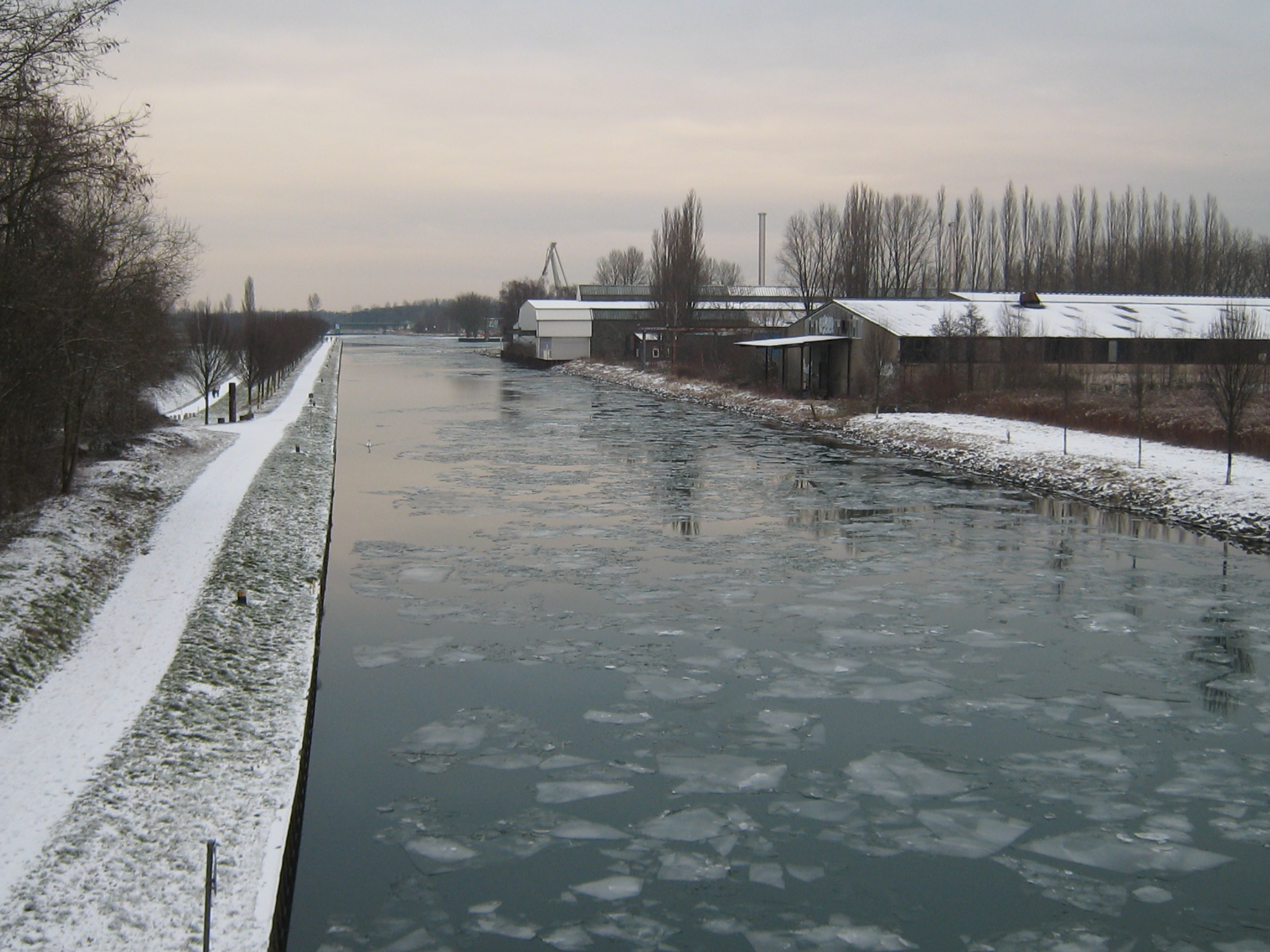
ドルトムント-エムス運河を流れる流氷

ドルトムント-エムス運河（ドルトムント-エムスうんが、ドイツ語:Dortmund-Ems-Kanal、略号DEK、水路番号70501）は、ドイツのノルトライン＝ヴェストファーレン州とニーダーザクセン州において、ドルトムント港とパーペンブルクおよびエムス川を結んでいる連邦水路である。管理を担当しているのは、ダッテルンまでがデュイスブルク＝マイデリッヒ水路船舶管理局、グレーゼンまでがライネ水路船舶管理局、パーペンブルクまでがメッペン水路船舶管理局である。

## 経路
ドルトムント-エムス運河は、ドルトムント港の1.44キロメートル地点と、ライン-ハーネ運河の終点である旧ヘンリヘンブルクボートリフトの2か所から始まる。ここから人工的な水路として運河が続き、リンゲンの南のグレーゼンの138.3キロメートル地点においてエムス川に合流するが、ハーネケンフェーアの140キロメートル地点において再びエムス川から分岐する。ここからドルトムント-エムス運河は、1828年に建設されたエムス-ハーゼ運河と並行して、165.9キロメートル地点にあるメッペンのハーゼ川合流点まで進む。そこから経路はハーゼ川の合流地点を通り、流水管理されたエムス中流域を212.6キロメートル地点にあるハーブルム閘門へと続く。ここから、エムス川のパーペンブルクまではドルトムント-エムス運河とみなされる。終点は225.82キロメートル地点にあり、この地点で内陸水路から海運船舶水路に移行し、エムス川下流キロ程0.0キロメートル地点となる。ドルトムント-エムス運河の総延長は223.45キロメートルである。1968年以降は、IV級水路（ヨーロッパ船の規格）となっているが、ドルトムント港からヴェーゼル-ダッテルン運河分岐までの区間はVb級水路となっている。グレーゼンとハーネケンフェーアの間およびメッペンより下流における船舶運航は、エムス川の増水に影響を受ける可能性がある。
ドルトムント-エムス運河は、水位が10段階ある。ハインリヘンベルクおよびミュンスターのエムス川への下り、テックレンブルガー・ラントのベルゲスヘーフェーデにあるミッテルラント運河との分岐点の北側108.4キロメートル地点、ベファーゲルン、ロッデ、アルテンハイネ、フェンハウス、ハッセルテ、グレーゼン、ファルローそしてメッペンに水位差がある。さらにエムス川には5か所の堰があり、フンテル、ヒルター、デューテ、ボーリンガーフェーア、ハーブルムである。さらに、エムス川の増水時のみ運用されるハーネケンフェーアの堰がある。もっとも高いハーネ-ミュンスターからの高低差は56.5メートルである。高い水位の区間の水はリッペ川からの水とミュンスターの閘門におけるポンプアップによる水で得られており、例外的にヴェーゼル-ダッテルン運河からライン川の水と、ミッテルラント運河のミュンスター-アンダーテン区間からのヴェーザー川の水が使われる。
ドルトムント-エムス運河には2010年現在、160本の鉄道橋・道路橋・歩行者橋が架かっており、他に6本のパイプライン・ケーブル用の橋、59か所のカルバート、139か所のパイプライン・ケーブルのアンダーパスがある。事故発生の際に、運河の上流および下流を仕切って、一度にすべての運河が干上がってしまわないようにする9か所の保安水門が設置されている。
1899年のドルトムント-エムス運河開通時、経路はドルトムント港からエムデン港までで、キロ程は265キロメートルまであった。エムス川下流の30.3キロメートル地点において、全長9キロメートルの支線運河が内陸船舶水路として、潮汐の影響を受けるオルダーズム閘門およびエムデン港のボルスマー閘門で分岐している。運河のこの区間が建設されたのは、当時のはしけを連ねた船にとって、特にエムデン港を出入りする際にドラート湾の波の高さが荒天時に高くなりすぎるからであった。この部分はエムス-ジャーデ運河にもつながっており、エムデンからヴィルヘルムスハーフェンへと通じている。
当初から、パーペンブルクより下流のエムス川はアウリッヒの地域長官の管理のままであり、パーペンブルクからドルトムントまでの区間がミュンスターにあるドルトムント-エムス運河の管理当局に属した。結果として1968年の連邦水路法により、ドルトムントからパーペンブルクまでが連邦水路のドルトムント-エムス運河となり、エムデンの支線運河がそれとは独立した連邦水路のエムス支線運河となった。このため、パーペンブルクからオルダーズムまでのエムス川の範囲はドルトムント-エムス運河ではなくなった。

## 歴史
1824年から1828年にかけての時点で、エムス-ハーゼ運河（ハーネケン運河）がリンゲンの南のハーネケンフェーアからメッペンのハーゼ川まで、全長25キロメートルのエムス川の支線運河として建設された。ドルトムント-エムス運河建設時に、この運河は拡張工事を受けてほぼ全区間がドルトムント-エムス運河に取り込まれた。
ドルトムント-エムス運河は、7年に及ぶ建設期間を経て、最初の大規模内陸水路として1899年8月11日にドイツ皇帝ヴィルヘルム2世臨席により厳粛に開通した。しかしこの時点で既に使用は開始されていた。エムデン市長のレオ・フュアブリンガーは1899年5月にアウリッヒ県の首長に対して、「4月の終わりにかけて、1,200トンのスウェーデン産鉄鉱石を積んだ最初の汽船が到着し、3日間かけて降ろされた。1899年5月3日には鉱石を積んだ最初の運河の船がドルトムントに到着した」と報告していた。運河の建設理由は、ルール地方の産品を運びきれなくなっていた鉄道を救済し、また1880年代から輸入されたイギリス産石炭との競争が展開されていたルール産の石炭の使用を促進することにあった。同時に、ルール地方が外国産の鉱石を必要としているということもあった。特に東ルール地方の鉄鋼業はライン川沿岸の鉄鋼業に比べて、運河の開通により位置的な不利を縮小することができた。
この結果、ドルトムント-エムス運河は予想していなかったほどの交通量の増加に伴い、何度も拡張を行うことになった。1943年の時点で、当初予想されていた年間450万トンを大きく超える、年間約1800万トンに達していた。船の大きさの拡大、速度の遅かった曳航式の船から自航貨物船への移行、そして1970年代初頭にはプッシャーバージの導入などが行われた。拡大の焦点は、ドイツにおける水路網の東西連絡の一環として、ドルトムント/ハーネからベルゲスヘーフェーデでミッテルラント運河が分岐するまでの南区間に置かれていた。第二次世界大戦後、ルール地方の製鉄所にとって、エムデンが鉱石輸入港となったことから、北区間の重要性が拡大した。
1915年時点で既に、ミュンスターからグレーゼンまでの区間で有効寸法67メートル×8.6メートルの閘門が、バージ牽引用の165メートル×10メートルの寸法のもので補完された。ミュンスターでは225メートル×12メートルの寸法の3番目の閘門が1926年に運用開始された。第二次世界大戦後の北区間の拡大の中で、ファルローからハーブルムまでの区間は1952年から1966年にかけて、165メートル×12メートルの2番目の閘門を備えるようになり、またテグリンゲンには揚程7.5メートルで有効長165メートルと100メートルの2つの閘門を備えた閘門群が設置されて、古いメッペンの運河を省略できるようにした。そしてミュンスター閘門群では、古い小さな2個の閘門が、閘室寸法190メートル×12.5メートル、揚程6.2メートルの二重閘門で置き換えられた。上流側にはフラップゲートを、下流側にはマイターゲートを備えている。上流へ向かう船と下流へ向かう船の同時通航では、上流から取水して下流へ放流する水の量を、通常の16,000立方メートルから8,000立方メートルに節約することができる。最初の閘門は2009年に運用を開始し、2番目の閘門が2014年4月に運用を開始した。
ドルトムント-エムス運河の拡張は、とても広範囲に行われた。1927年に、ライン川を通航する標準船舶サイズに基づいて、輸送能力1,500トンの標準が制定された。南区間では、土地の買収を節約するために、既存の区間の断面拡大に際して、片側にシートパイルを打ち込む工法が採用された。また交差する水路のカルバートや橋についても更新する必要があった。水位を上げたために、より大きな空頭高を確保するべく、橋の位置を上げる必要もあった。しかし、運河橋や大規模なカルバートがあって、既存の水路の有効幅を18メートルに制約しているところでは、古い水路を放棄して、隣接してより余裕のある寸法の第2水路が建設された。
7か所の新水路が建設されたうち、最初のオルフェン新水路は全長8キロメートルで、1937年に完成した。水位の高い水路を備えており、4か所の鋼鉄製運河橋がリッペ川、シュテファー川、2本の道路に架かっている。戦争のために、全長7キロメートルのリューディングハウゼン-ゼンデン新水路およびヒルトルップ新水路の完成は戦後のこととなった。こんにち、ヒルトルップ旧水路以外の旧水路はもはや使われておらず、一部は撤去され、一部はビオトープとして用いられている。
1945年以降、戦争被害の修復という特別な期間があった。運河の側面が破壊されて一部の区間で水が失われていたほか、特に橋の破壊により陸路が遮断されているのみならず、水路も遮断されている状態にあった。ドルトムント-グレーゼン間の運河だけで、150に上る橋がほぼ破壊されていた。イギリス占領軍が水路の迅速な啓開を行い、1946年初頭には水運が再開された。1956年末までに橋の70パーセントが復旧され、1960年末までには90パーセントが復旧された。

## 特徴
ドルトムント-エムス運河にあるもっとも有名な構造物は、船が14メートルの高低差を克服するために造られた、ヴァルトロプにあるヘンリヘンブルク旧ボートリフトである。このボートリフトは1899年から1962年まで稼働していた。1914年に2×5の節水装置を備えた立坑式閘門がこれを補完し、1962年には新しいボートリフトが置き換えた。1989年には、立坑式閘門が2個の節水装置を備えた新しい閘門に置き換えられた。こんにち、ドイツでもっとも古い旧ボートリフトと立坑式閘門は、LWL産業博物館の一部となっている。
ヘンリヘンブルクより上流の運河区間は鉱業の影響を受ける区間であり、地盤沈下は13メートル以上にも及ぶ。この結果、運河の両側の築堤は周辺の地盤に対して高くなっていく。ドルトムント市街地ではグロッペンブルフおよびシュヴィーリングハウゼン地区において、地盤沈下のために、2008年にシートパイルを打ち込んで両側の築堤を高くする工事が行われた。
ここから数キロメートル北に行くと、ドルトムント-エムス運河、ヴェーゼル-ダッテルン運河、ダッテルン-ハム運河という3つの水路に沿った町ダッテルンに到達する。ヨーロッパ全体の構成から見れば、これら3つの運河はダッテルン港で接続している。このダッテルン運河交差点は、ライン川の水運に次いで、ドイツ西部内陸水運の心臓部となっている。
運河の経路上、リッペ川、シュテーファー川、エムス川および3か所の道路を橋で越えている。オルフェン旧水路およびフエシュトルップ旧水路にある、川を横断する運河橋は、3つのアーチをそれぞれ備えた巨大なヴォールト構造物であり、リッペ川に架かる橋は高さ15メートルで川を越えている。
他にそれほど明確ではないが技術的な特徴点としては、郡道COE29号（旧国道235号）をオルフェンにおいて旧水路が横断する部分がある。斜めに架けられた橋はヴォールト構造で、運河の軸とヴォールトの軸が60度を成している。こうした斜めの橋の静的応力計算の問題は、この建設時点で初めて習得されたものであった。
エムス川中流域の、除去することが難しく容量上の制約となっている部分の代替として、エムスビューレンの北のグレーゼンからパーペンブルクまで、新しい運河を建設する計画は、第二次世界大戦前からあった。このプロジェクトは1937年から1941年まで推進されたが、戦争のために放棄された。仮にこのルートが将来必要とされることがあれば、用地の80パーセントは既に連邦政府が所有していることもあり、拡張工事はいつでも可能である（グレーゼン-パーペンブルク支線運河も参照）。
運河に沿って、一部興味深い周辺地域への迂回をしつつ、エムス川にも沿って北海の河口まで、全長350キロメートルに及ぶドルトムント-エムス運河ルートという自転車道がある。

## 建設方法
ライン川からルール地域を経由して東部経済地域まで、大型自航貨物船やプッシャーバージ用に連続した高い能力の水路を整備するために、ミッテルラント運河の分岐点までのおよそ105キロメートルに及ぶドルトムント-エムス運河南区間の拡大は、重要なギャップの解消であった。この拡大工事には、2013年までのミュンスターの二重閘門の建設に加え、運河の幅の拡大、より幅の広い新しい運河橋への架け替え、新しい橋や桟橋の建設といったものがあった。
拡大工事は、航行を止めずに行われた。2005年10月11日に、ドルトムント-エムス運河がリッペ川を越える23キロメートル地点において、漏洩が発生した。この結果、シュリーカー保安水門からダッテルン保安水門までの全長8キロメートルにわたり、運河が干上がった。ミッテルラント運河やヴェーザー川からの貨物船は、数週間にわたりルール工業地域へ行くのにパーペンブルクを通りオランダを周る300キロメートル以上の迂回をしなければならなかった。そこに、2005年10月15日、自航貨物船"Ilona M"が、パーペンブルク付近の219キロメートル地点において座礁事故を起こした。これにより数日にわたり北部バイパス区間は閉鎖され、双方向で航行が完全停止することになった。12月15日になってようやく、ドルトムント-エムス運河は双方向に航行可能となった。2006年3月10日には、リッペ川を越えるドルトムント-エムス運河建設現場において再び漏洩が検知された。この際もまた、2か所の保安水門が閉鎖されて水が抜かれた。
また、ベルゲスヘーフェーデからパーペンブルクまで、ドルトムント-エムス運河の北区間およそ118キロメートルの区間に対しても、ヨーロッパ船や大規模自航貨物船に対して連続した運航の改善を行うための改良が計画された。ニーダーザクセン州での建設は、グレーゼン閘門から2014年半ばに始まり、使用開始は2018年/2019年、ノルトライン＝ヴェストファーレン州での建設は、ロッデ閘門から2015年半ばに始まり、使用開始は2019年半ばと計画された。この2か所の閘門が使用可能となったら、ベファーゲルン閘門も改良を計画している。ニーダーザクセン州の閘門は2022年までに完全に使用可能となり、ノルトライン＝ヴェストファーレン州の閘門は2025年までに完全に使用可能となることになっている。ベファーゲルン閘門周辺の改良完成は2029年半ばを予定しており、これによりベファーゲルンからグレーゼンまでが改良完成することになる。

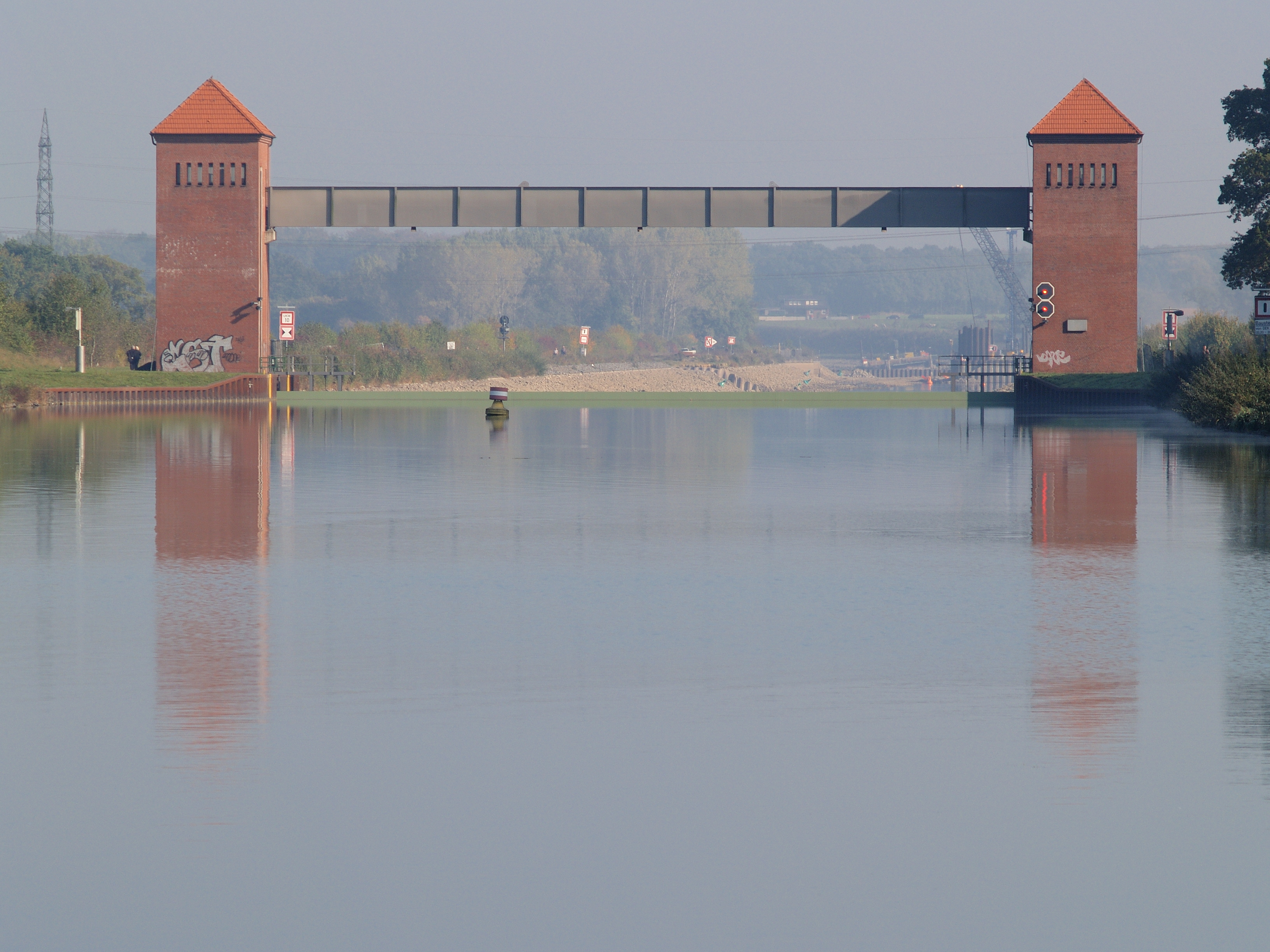
ダッテルン保安水門が降下している様子、その先は空になった運河の底が露出しており、建設現場がある
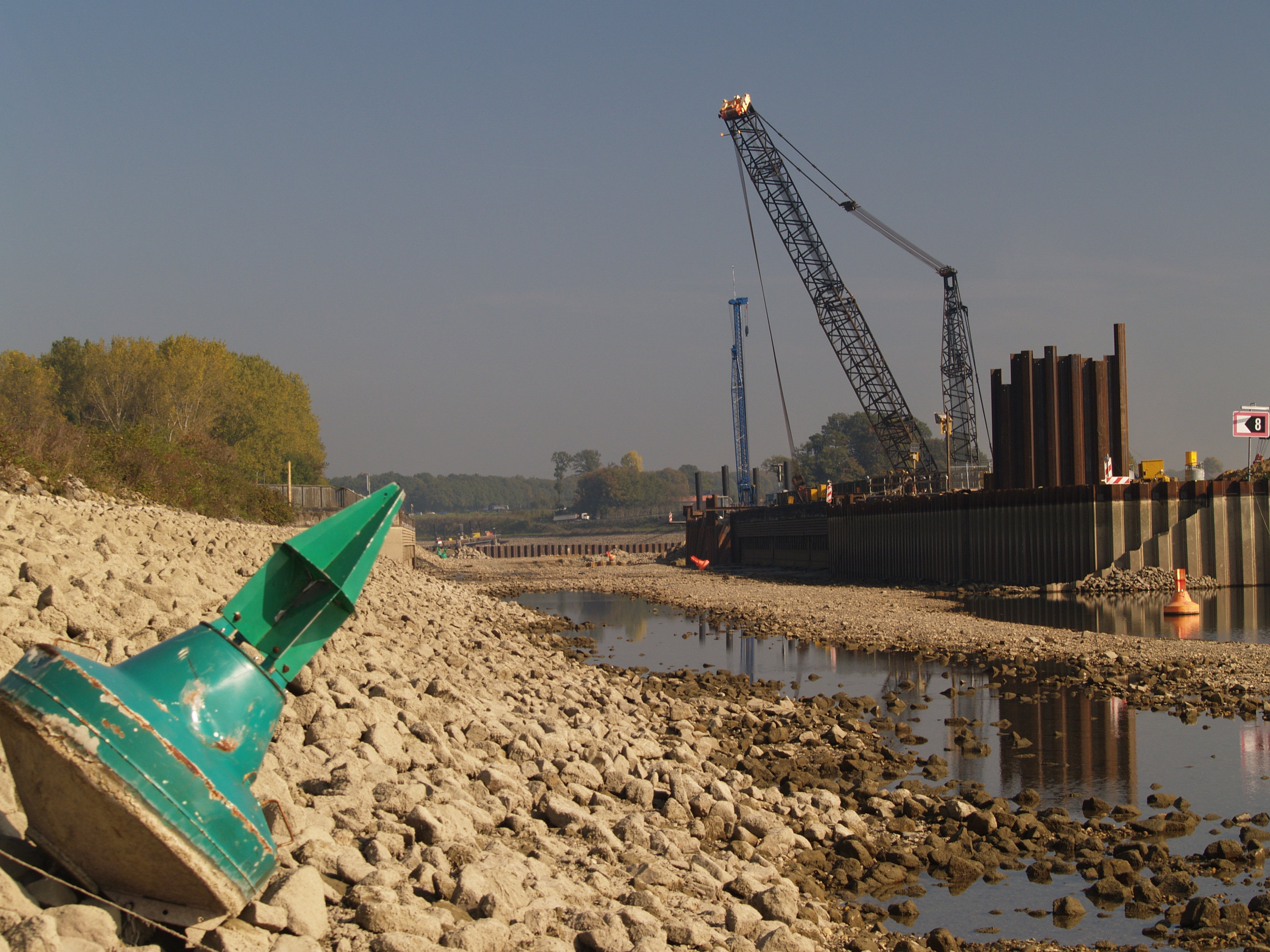
空になった運河、水が漏洩する経路となった、橋の末端にある損傷したシートパイル
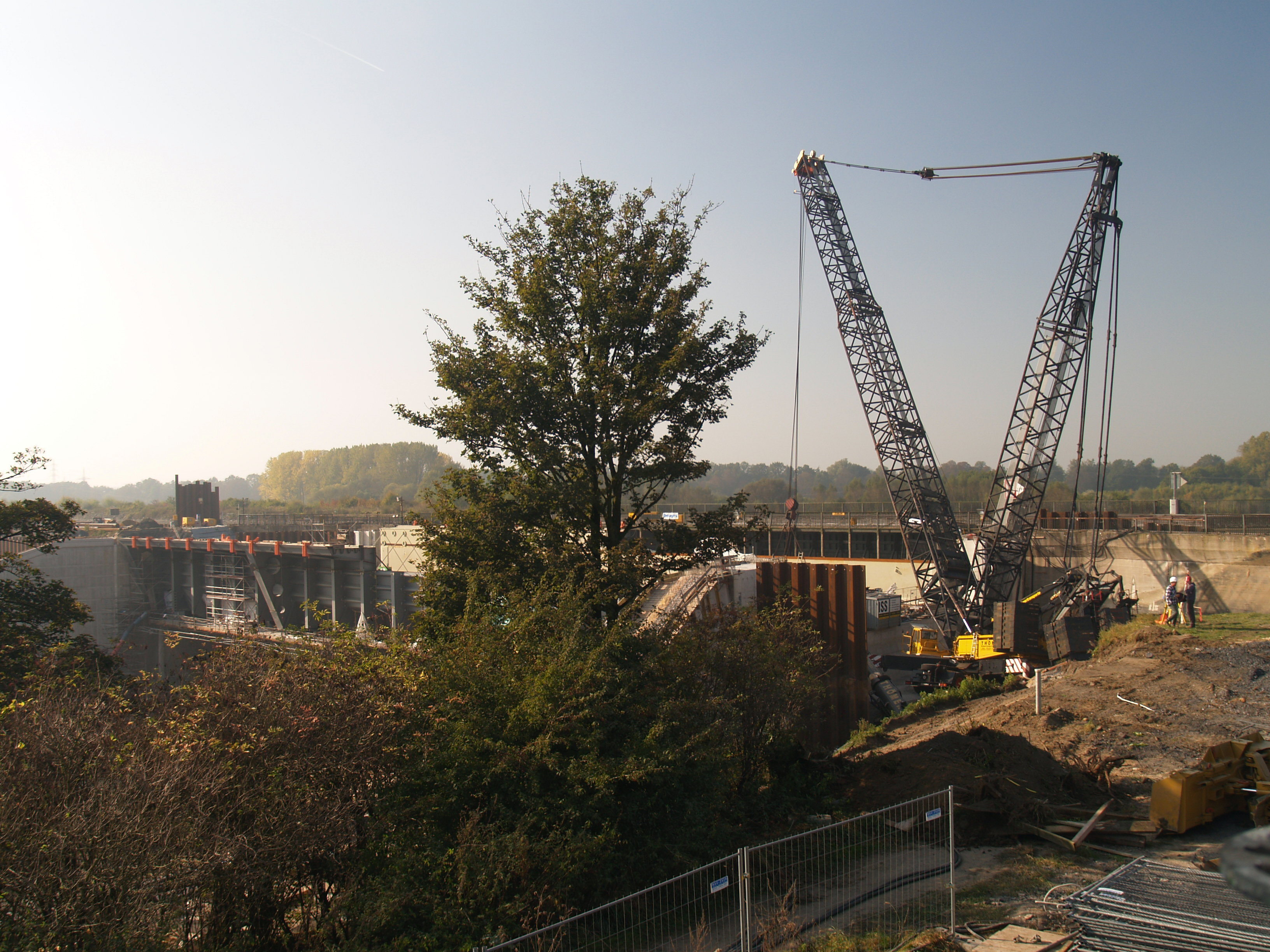
左側に一部完成した新しい橋、右側には地盤の沈下によって転覆した建設用クレーンと古い橋の基礎
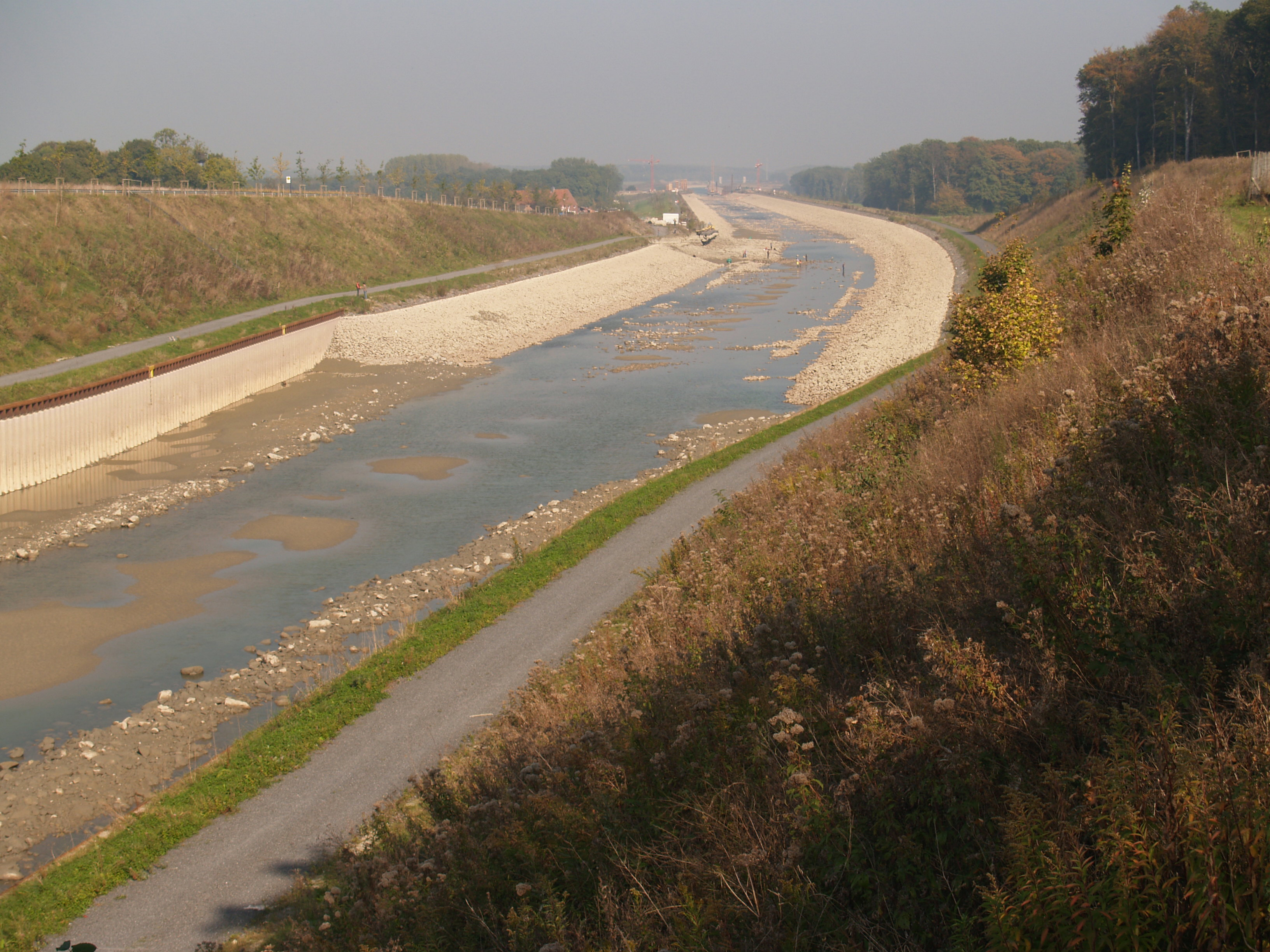
空になった運河をフィンヌムの橋から北へ見る、背後にB236号オルフェン-ゼルム間のアンダーパスのトンネル工事現場が見える

## 運河沿いの自治体
ドルトムント - ヴァルトロプ - ダッテルン - オルフェン - リューディングハウゼン - デュルメン - ゼンデン - ミュンスター - グレーヴェン - イベンビューレン - ヘルステル - ライネ - フェンハウス - エムスビューレン - リンゲン - ゲーステ - メッペン - ハーレン - ラーテン - フレーゼンブルク - デルペン - レーデ - パーペンブルク